# Minecraft: Film
Minecraft: Film (ang. A Minecraft Movie) – amerykańska komedia fantastyczno–przygodowa, która powstała na podstawie gry komputerowej Mojang Studios Minecraft (2011). Reżyserem filmu jest Jared Hess, a scenarzystami Chris Bowman, Hubbel Palmer, Neil Widener, Gavin James i Chris Galletta, którzy pracowali na podstawie historii napisanej przez Allison Schroeder. W głównych rolach wystąpili Jason Momoa, Jack Black, Danielle Brooks, Emma Myers i Sebastian Hansen.

## Fabuła
Czwórka ludzi: Garrett „Śmieciarzyna” Garrison (Jason Momoa), Henry (Sebastian Hansen), Natalie (Emma Myers) i Dawn (Danielle Brooks), zmagała się z codziennymi problemami, kiedy nagle tajemniczy portal wciągnął ich do "Nadziemia" – dziwną krainę zbudowaną z sześcianów, w której najważniejsza jest kreatywność. Aby wrócić do domu, będą musieli zapanować nad tym światem i bronić się przed wrogimi istotami takimi jak pigliny i zombie. W tym celu wyruszają na wyprawę z nowo poznanym towarzyszem – doświadczonym graczem Steve’em (Jack Black).

## Obsada
- Jason Momoa jako Garrett „Śmieciarzyna” Garrison[8]
  - Moana Williams jako młody Garrett[9]
- Jack Black jako Steve[8]
  - Bram Scott-Breheny jako młody Steve[10]
- Emma Myers jako Natalie, starsza siostra Henry'ego[8]
- Danielle Brooks jako Dawn[8]
- Sebastian Eugene Hansen jako Henry, kreatywny młodszy brat Natalie[8]
- Jennifer Coolidge jako wicedyrektor Marlene[8]
- Rachel House jako Małgosia (głos)[8]
- Jemaine Clement jako Daryl i Bruce (głos)[8]
- Matt Berry jako osadnik (głos)[8]
- Kate McKinnon jako Alex[8]

## Produkcja

### Casting i zdjęcia

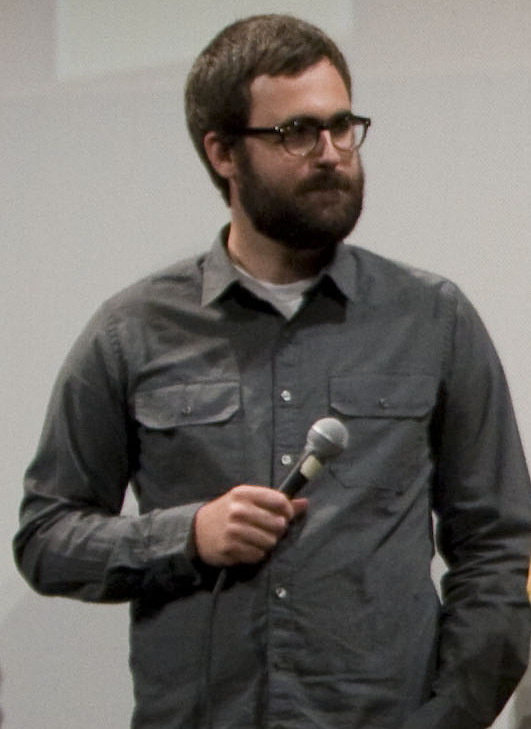
Reżyser filmu, Jared Hess

19 czerwca 2023 roku poinformowano, że główne zdjęcia do filmu rozpoczną się 7 sierpnia w Nowej Zelandii, zanim zostały opóźnione z powodu strajku SAG-AFTRA. Gdy strajk dobiegł końcowi na początku listopada 2023 roku, zdjęcia miały rozpocząć się na początku 2024 roku. Po ogłoszeniu, że do obsady dołączą Danielle Brooks i Sebastian Eugene Hansen, datę przeniesiono na grudzień 2023 roku, a ostatecznie pracę rozpoczęto w połowie stycznia 2024. Odbyły się one w Auckland i trwały do połowy kwietnia. Grant Major pełnił funkcję projektanta produkcji, a Enrique Chediak był operatorem zdjęć.

## Odbiór

### Box office
Od momentu premiery do 8 kwietnia 2025 roku Minecraft: Film zarobił w Stanach Zjednoczonych i Kanadzie 172 753 003 USD, a w pozostałych częściach świata 150 700 000 USD.
W Polsce film ten ustanowił rekord kinowy, ponieważ w pierwszy weekend wyświetlania w kinach Minecraft: Film zobaczyło 978 tysięcy widzów. Według Warner Bros. Polska, dystrybutora filmu, jest to największe otwarcie filmu w kinach w Polsce. Film nie miał pokazów przedpremierowych. Dotychczas rekord ten utrzymywał film z 2018 roku pt. Kler z liczbą 935 tysięcy widzów w premierowym weekendzie.

### Scena z Chicken Jockey
Podczas spektakli w niektórych salach kinowych podczas seansu filmu część widzów zachowywała się niekulturalnie. W szczególności podczas sceny, gdy postać Steve'a, podczas walki Garretta Garrisona w ringu, wypowiadała frazę "Chicken Jockey" (pol. Kurzy Jeździec; mały zombie ujeżdżający kurczaka) widownia głośno wiwatowała, rzucała w ekran filmowy popcorn, lub wylewała napoje. W skrajnych przypadkach była wzywana policja, aby uspokoić widownię. Scena ta stała się trendem na TikToku. Kina w reakcji zaczęły kampanie informacyjne, aby zapobiegać takim wydarzeniom i prosiły, aby podczas seansu zachowywać się kulturalnie. W przypadku osób, które naruszyłyby tę zasadę, w szczególności podczas tej sceny, kina informowały, że będą wyrzucać te osoby.

## Sequel
Mary Parent, przewodnicząca działu światowej produkcji Legendary Entertainment, stwierdziła, że w angielskim tytule znajduje się słowo "A" (przedimek nieokreślony), ponieważ nie ma jednej historii, która napędza grę. Sam reżyser, Jared Hess, dodał również, że film ten nie jest oficjalną historią, a jedną z miliarda. W wywiadzie dla GamesRadar+ reżyser wyraził zainteresowanie stworzeniem kontynuacji, zauważając, że świat składa się z nieskończonej liczby modyfikacji, czyniąc tym samym Minecraft praktycznie nieograniczonym.